# High Chaparral Theme Park
High Chaparral (en español, "High Chaparral") es un parque temático localizado en la ciudad natal de Bengt Erlandsson, Gnosjö, en Suecia. Abrió en 1966 con el nombre de The Wild West ("Viejo Oeste").